# Walter Bagehot
Walter Bagehot [izg. ˈbædʒət], angleški novinar, urednik, matematik, poslovnež in esejist, * 3. februar 1826 Langport, Anglija, † 24. marec 1877, Langport.
Walter Bagehot je leta 1855 s svojim prijateljem Richardom Holtom Huttonom ustanovil revijo National Review. Leta 1860 je postal glavni in odgovorni urednik revije The Economist, ki jo je ustanovil njegov tast, James Wilson. Ta položaj je zasedal sedemnajst let. Pod Bagehotovim urednikovanjem se je tematika revije razširila še na politiko ter si pridobila velik vpliv med odločevalci in politiki.

## Izbrana dela
- 1867 The English Constitution, Chapman and Hall, reprint Oxford University Press, ISBN 0-19-283975-6 gutenberg; g books
- 1872 Physics and politics or thoughts on the application of the principles of „natural selection“ and „inheritance“ to political society. King, London
- 1873 Lombard Street: A Description of the Money Market. King, London; reprint Wiley, New York 1999, ISBN 0-471-34499-0 gutenberg.

1. 1 2  data.bnf.fr: platforma za odprte podatke — 2011.
2. 1 2  Encyclopædia Britannica
3. ↑  https://en.wikisource.org/wiki/1911_Encyclop%C3%A6dia_Britannica/Bagehot,_Walter